# Salt River Range
Salt River Range er en bjergkæde i Lincoln County det sydvestlige Wyoming i USA. Bjergkæden er en del af Rocky Mountains og ligger mellem Snake River Range i Idaho og Commissary Ridge sydligere i Wyoming. 
Det højeste bjerg i kæden er Mount Fitzpatrick, der er 3.324 meter højt. I alt er otte bjerge i kæden over 3.000 meter.
Hele bjergkæden ligger inden for Bridger National Forest. Vest for bjergkæden ligger Star Valley, som floden Salt River, der har givet bjergkæden navn, løber gennem. Øst for bjergkæden løber Greys River og øst for denne igen ligger bjergkæden Wyoming Range. I den sydlige del af de to bjergkæder løber disse sammen og danner Commissary Ridge.
Bjergkæden er ca. 90 km lang og dækker et areal på omkring 1.800 km². 

## Eksterne referencer
- Om Salt River Range fra Peakbagger.com

42°46′00″N 110°51′00″V / 42.7667°N 110.85°V